# SICAV
SICAV ist die Abkürzung des französischen Begriffes société d'investissement à capital variable oder des italienischen Begriffes società di investimento a capitale variabile und bezeichnet eine nach französischem, belgischem, luxemburgischem, schweizerischem, maltesischem, spanischem oder italienischem Recht gegründete Investmentgesellschaft mit variablem Grundkapital.
Das Gesellschaftskapital der Gesellschaft ist im Gegensatz zum Grundkapital einer Aktiengesellschaft (AG) nicht starr, sondern schwankt dabei je nach investiertem Kapital. Es wird vom Grundsatz ausgegangen, dass eine SICAV jederzeit neue Aktien zum Nettoinventarwert ausgeben kann und sich damit ihr Gesellschaftskapital erhöht. Kehrseite davon ist das grundsätzlich jederzeitige Recht des Anteilseigners, Aktien zum Nettoinventarwert an die SICAV zurückgeben zu können. Dadurch wiederum sinkt das Gesellschaftskapital. Aufgrund dieser Ein- und Ausstiegsmöglichkeiten wird eine SICAV auch als offene kollektive Kapitalanlage, im Gegensatz zur geschlossenen kollektiven Kapitalanlage, bezeichnet.
Der Zweck einer SICAV beschränkt sich darin, das Gesellschaftskapital in Wertpapieren anzulegen, um das Prinzip der Risikostreuung zu nutzen. Sie ist vergleichbar mit einer deutschen Investmentaktiengesellschaft mit veränderlichem Kapital (§ 108 ff. KAGB). Geregelt wird die SICAV nach luxemburgischem Recht durch das Gesetz vom 17. Dezember 2010 über die Organismen für gemeinsame Anlagen sowie dem Gesetz vom 13. Februar 2007 über die Spezialfonds (Spezialfondsgesetz). Für die Schweiz sind das Bundesgesetz über die kollektiven Kapitalanlagen vom 23. Juni 2006 (Kollektivanlagengesetz, KAG) und dessen Verordnungen einschlägig.
Im Gegensatz zu einer deutschen Kapitalanlagegesellschaft, respektive eines schweizerischen Anlagefonds, ist die SICAV kein Sondervermögen, sondern eine eigenständige Rechtseinheit. Eine SICAV verfügt über eine eigene Verwaltung, bestehend zumindest aus dem Verwaltungsrat. Im Normalfall wird das Tagesgeschäft auf einen Investment Manager und einen Administrator (oder andere Dienstleistungsunternehmen) ausgelagert. Der Verwaltungsrat kontrolliert in dieser Konstellation hauptsächlich die externen Dienstleister. Nur eine verschwindend geringe Zahl von SICAVs beschäftigt angestelltes Personal. 
Eine SICAV kann als sogenannter Umbrellafund mehrere Subfunds (Unterfonds) haben. Diese sind insoweit rechtlich selbständig, als Anleger nur an demjenigen Subfonds partizipieren, in welchen sie investiert haben und eine Insolvenz eines Subfonds die anderen Subfonds unberührt lässt. Es stehen jedoch alle Subfonds unter Kontrolle des Verwaltungsrats der SICAV.
Eine der SICAV verwandte Gesellschaftsform ist die SICAF société d'investissement à capital fixe. Die SICAF nach Schweizer Recht ist im Gegensatz zur SICAV formell eine Aktiengesellschaft nach Obligationenrecht, für die im Kollektivanlagengesetz besondere weitergehende Vorschriften aufgestellt wurden. Ihr Kapital ist deshalb auch nicht variabel, sondern wie bei einer Aktiengesellschaft fix.
Neben der SICAV und der SICAF gibt es nach luxemburgischem Recht noch die selten zu findende Form der SICAR (sociétés d'investissement en capital à risque), die bei speziellen Aufgaben der Wagniskapital-Finanzierung Bedeutung findet.